# 운명과 분노 (소설)
《운명과 분노》(영어: Fates and Furies)는 로런 그로프가 2015년에 쓴 장편소설이다. 시련을 이겨내고 연극 각본가로 성공한 남자 '로토'의 이야기인 '운명'편과 아름다운 그의 아내 '마틸드'가 살아온 이야기 '분노'편으로 구성되어 있다. 두 사람의 이십여 년에 걸친 결혼생활을 통해 사랑과 예술, 거짓과 진실, 그리고 결혼이란 무엇인가에 대한 근본적인 질문을 던지는 작품이다. 버락 오바마 당시 미국 대통령이 2015년 최고의 책으로 꼽아 화제가 되었다. 대한민국에는 문학동네에서 정연희 번역으로 출간되었다.